# Margarodidae
I Margarodidi (Margarodidae Cockerell, 1899) sono una famiglia di Insetti fitofagi compresi nell'ordine dei Rhynchota (sottordine Homoptera, sezione Sternorrhyncha, superfamiglia Coccoidea).

## Descrizione
I Margarodidi, insieme agli Ortheziidae, presentano caratteri tipicamente primitivi che si riassumono nel ridotto grado di involuzione delle femmine adulte, nella loro mobilità, nella presenza di spiracoli tracheali anche nell'addome e nella presenza degli occhi composti. Spiccata è l'eterogeneità morfologica nell'ambito dei Margarodidae. Come negli Ortheziidae, le femmine producono emissioni cerose che posteriormente si prolungano fino a formare un ovisacco; a differenza degli Ortheziidae, non è presente l'anello perianale di setole. Nella famiglia sono comprese anche le cocciniglie di maggiori dimensioni, come Aspidoproctus maximus, specie africana che può raggiungere i 3,5 cm di lunghezza.
I maschi sono sostanzialmente simili a quelli degli Ortheziidae, presentando occhi composti e il lungo ciuffo di fili cerosi all'estremità dell'addome. Le loro antenne sono moniliformi, composte da 10 o più articoli, oppure hanno un numero minore di articoli ma sono pettinate.
Le femmine adulte sono attere, hanno spesso zampe ben sviluppate e possono essere in grado di muoversi. L'addome è provvisto di spiracoli tracheali, l'apparato boccale è spesso atrofico o subatrofico nell'adulta. L'ovisacco è costituito da emissioni cerose appressate, che formano una struttura, solcata longitudinalmente, che si prolunga posteriormente ricoprendo l'addome e sorpassandolo in lunghezza. Al suo interno vengono protette le uova e le neanidi neonate.

## Sviluppo postembrionale
Questa famiglia presenta uno sviluppo postembrionale le cui peculiarità rendono difficile l'accostamento agli altri schemi di metamorfosi. I primi stadi sono indifferenziati sia per le femmine sia per i maschi: dall'uovo schiude la neanide di 1ª età, mobile. Al termine del suo sviluppo si ringonfia e con la prima muta passa allo stadio successivo di neanide di 2ª età, detta cisti. La cisti è apoda, priva di occhi e antenne ed ha una forma sferoidale. In questo stadio l'insetto entra in diapausa e può restare tale anche per diversi anni.

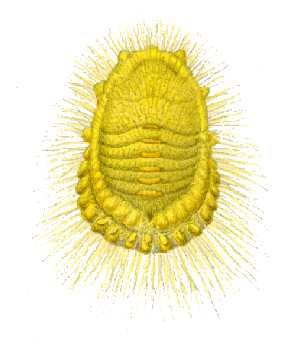
Femmina di Icerya seichellarum.

Dopo lo stadio di cisti avviene la seconda muta e lo sviluppo prosegue in modo differente nei due sessi. La femmina si evolve direttamente dalla cisti che, come in tutti i Coccidi, è attera e neotenica. Il maschio passa invece ad uno stadio successivo di neanide di 3ª età, morfologicamente simile ad una femmina adulta senza organi genitali esterni. In questo stadio l'insetto è mobile, ma al termine dello sviluppo diventa immobile e si chiude all'interno di un bozzoletto. Qui subisce la terza muta e passa allo stadio di ninfa quiescente pupa. Con la quarta muta si ha lo sfarfallamento del maschio alato.

## Usi tintori
Nella famiglia è compresa la specie Porphyrophora polonica, una delle cocciniglie sfruttate in tintoria per l'estrazione di coloranti. La cocciniglia ha una distribuzione paleartica, dalla Francia e dalla Gran Bretagna alla Cina, ma il suo sfruttamento si localizzò in particolare nell'Europa centrorientale, dalla Polonia e dai Paesi baltici alla Transilvania e all'Ucraina.
Da questa cocciniglia si estraeva un pigmento rosso derivato dall'acido carminico, il cui commerciò interessò l'Europa nel corso del Medioevo e del Rinascimento. Dopo la scoperta dell'America, l'importanza economica di questa cocciniglia venne meno, nel secolo XVI, a favore della Dactylopius coccus.

## Sistematica

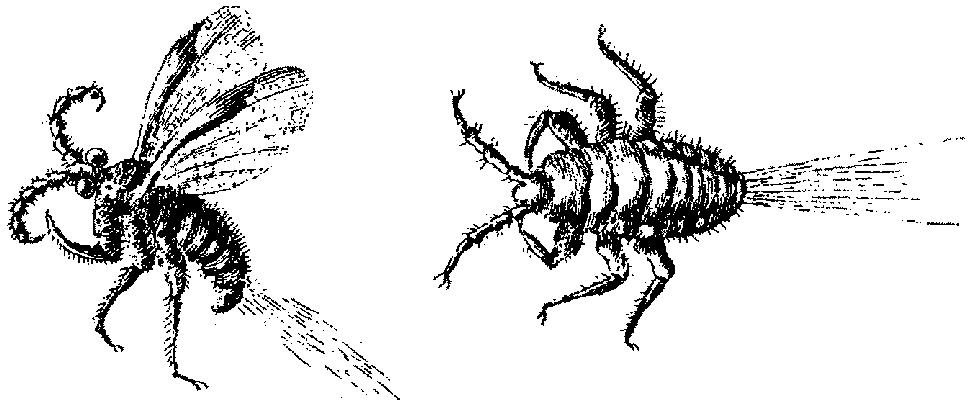
Maschio (a sinistra) e femmina (a destra) di Porphyrophora polonica.

La famiglia dei Margarodidae comprende circa 460 specie. L'inquadramento sistematico dei Margarodidae, come del resto di tutti i Coccoidea, ha subito molte revisioni. In passato si è ampiamente fondato sulla classificazione interna proposta da MORRISON nel 1928, che individuava 5 sottofamiglie suddivise a loro volta in tribù. Successivamente OBENBERGER (1957) revisionò lo schema di MORRISON elevano al rango di sottofamiglia due delle tre tribù comprese nei Margarodinae (Kuwaniini e Callipappini). Altre successive revisioni considerano la famiglia dei Margarodidae in un raggruppamento più ristretto, elevando al rango di famiglia le diverse sottofamiglie, fino alle più recenti proposte che identificano i Margarodidae con i Margarodini sensu Morrison. Questa classificazione tuttavia non trova ancora un unanime riscontro fra molti Autori, che ancora interpretano l'estensione dei Margarodidae in senso più ampio comprendendo tutti i Coccidi primitivi non inclusi fra gli Ortheziidae.
Secondo questa l'interpretazione la suddivisione interno ai Margarodidae sensu lato sarebbe così strutturata:
- Sottofamiglia Callipappinae

Generi: Callipappus
- Sottofamiglia Coelostomidiinae

Generi: Cancerococcus, Coelostomidia, Desmococcus, Cryptokermes, Mimosicerya, Paracoelostoma, Platycoelostoma, Pityococcus, Ultracoelostoma
- Sottofamiglia Kuwaniinae

Generi: Kuwania, Neogreenia
- Sottofamiglia Margarodinae

Generi: Dimargarodes, Eumargarodes, Eurhizococcus, Heteromargarodes, Margarodes, Margarodesia, Neomargarodes, Porphyrophora, Promargarodes, Termitococcus
- Sottofamiglia Monophlebinae

Generi: Afrodrosicha, Aspidoproctus, Auloicerya, Buchnericoccus, Crypticerya, Drosicha, Drosichoides, Echinicerya, Etropera, Gigantococcus, Gueriniella, Gullania, Hemaspidoproctus, Icerya, Insulococcus, Labioproctus, Laurencella, Lecaniodrosicha, Lecaniodrosicha, Llaveia, Laveiella, Marchalina, Matesovia, Melaleucococcus, Misracoccus, Modicicoccus, Monophlebidus, Monophleboides, Monophlebulus, Monophlebus, Nautococcus, Neocoelostoma, Neohodgsonius, Nietnera, Nodulicoccus, Palaeococcus, Peengea, Perissopneumon, Protortonia, Pseudaspidoproctus, Sishania, Steatococcus, Tessarobelus, Vrydagha, Walkeriana
- Sottofamiglia Steingeliinae

Generi: Steingelia, Stomacoccus
- Sottofamiglia Xylococcinae

Generi: Araucaricoccus, Conifericoccus, Eomatsucoccus, Jansenus, Matsucoccus, Neosteingelia, Stigmacoccus, Xylococculus, Xylococcus